# Sekcja Alfa
Sekcja Alfa (ang. Supreme Sanction) – amerykański sensacyjny film telewizyjny z 1999 roku.

## Fabuła
Młoda, wykwalifikowana snajperka, Jenna (Kristy Swanson), pracuje dla Sekcji Alfa, jednej z komórek CIA. Dostaje rozkaz zlikwidowania popularnego dziennikarza telewizyjnego, Jordana MacNamarę, który bada okoliczności śmierci wysokiego oficera Thomasa Adlena. Jenna, jednak, widząc MacNamarę na plaży z 6-letnią córeczką, odmawia wykonania rozkazu. Sekcja Alfa podejmuje decyzję likwidacji niesubordynowanej agentki.

## Obsada
- Kristy Swanson – Jenna
- David Dukes – Jordan McNamara
- Donald Faison – Marcus
- Michael Madsen – Dalton
- Tommy Lister Jr. – Lester
- Dannon Green – Stebbins
- Ron Perlman – reżyser
- Al Sapienza – Holman